# Église Saint-Laurent de Châtel
Pour les articles homonymes, voir Église Saint-Laurent et Église de Châtel.
L'église Saint-Laurent de Châtel est une église catholique française, située dans le département de la Haute-Savoie, dans la commune de Châtel.

## Historique
L'église est bâtie au XVIIe siècle à l’emplacement d’un ancien château.
Une nouvelle église est reconstruite entre 1904 et 1909,, en pierre locale, selon les plans de l'architecte départemental d'Annecy Fleury Raillon. Elle est perpendiculaire à la première.
La première église est détruite en 1910.

## Description
Elle est ornée de vitraux datant de 1960. Entre 1973 et 1974, le clocher est réparé par un entrepreneur originaire de la région, Albert Buisson de Neuvecelle. Un an plus tard, l'architecte G. Grenat, originaire d'Annemasse, effectue une restauration de l'intérieur de l'église.

## Protection
L'édifice est répertorié à l'inventaire général du patrimoine culturel, en 1995,.

## Sources et références
1. ↑  Chablais 1980, p. 206.
2. ↑  [PDF] Office de Tourisme d’Abondance, « Le patrimoine religieux - Pays d'art et d'histoire de la vallée d'Abondance », Présentation de la vallée d'Abondance : Dossier enseignant, sur www.abondance.org, 2008 (consulté le 4 août 2013).
3. ↑  « 1re église », notice no IA00127183, sur la plateforme ouverte du patrimoine, base Mérimée, ministère français de la Culture.
4. ↑  « 2e église », notice no IA00125097, sur la plateforme ouverte du patrimoine, base Mérimée, ministère français de la Culture.